# Universitat Pompeu Fabra
|  | «UPF» redirigeix aquí. Vegeu-ne altres significats a «UPF (desambiguació)». |

La Universitat Pompeu Fabra (UPF), creada el 18 de juny de 1990, és una universitat pública situada a Barcelona. El 2010, va obtenir la qualificació de Campus d'Excel·lència Internacional del ministeri d'Educació. Segons el rànquing Times Higher Education, la UPF és una de les set universitats joves del món que progressa més ràpidament i també figura com la universitat espanyola més eficient i la més productiva segons diversos rànquings de referència.
La UPF estructura els seus estudis entorn tres campus i tres àmbits de coneixement: 
- Ciències socials i humanes (campus de la Ciutadella)
- Ciències i tecnologies de la informació i la comunicació (campus del Poblenou)
- Ciències de la salut i de la vida (campus del Mar)

La universitat ofereix aquests ensenyaments a través de set facultats (Humanitats, Ciències de la Salut i de la Vida, Economia i Empresa, Ciències Polítiques i Socials, Comunicació, Dret, Traducció i Ciències del Llenguatge;); una Escola d'Enginyeria i vuit departaments (Economia i Empresa, Dret, Ciències Polítiques i Socials, Humanitats, Ciències Experimentals i de la Salut, Tecnologies de la Informació i les Comunicacions, Comunicació, Traducció i Ciències del Llenguatge). També compta amb centres adscrits o vinculats (Escola Superior de Comerç Internacional -ESCI-, Escola Superior d'Infermeria del Mar -ESIM- i els centres de la Fundació Tecnocampus Mataró-Maresme); tres plataformes de postgrau (Barcelona School of Management -BSM-, Institut Barcelona d'Estudis Internacionals -IBEI-, Barcelona Graduate School of Economics -Barcelona GSE-) que complementen la seva oferta formativa.

## Docència i EEES

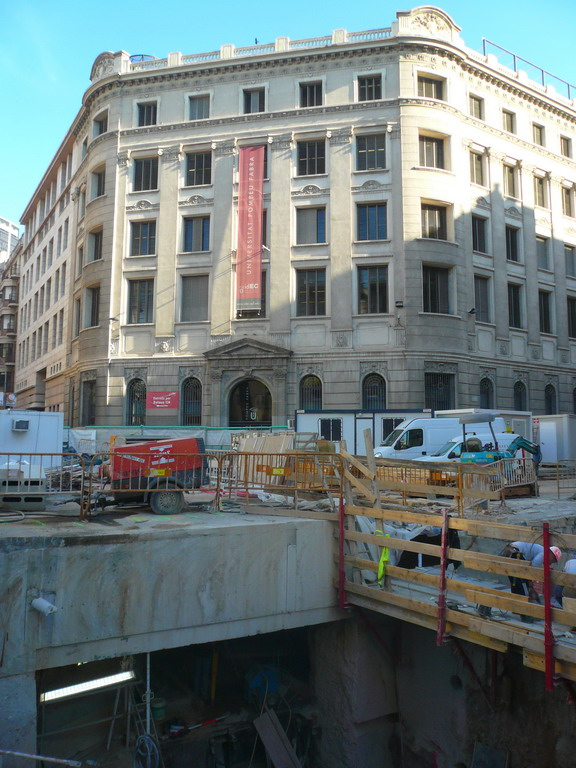
L'edifici Balmes (antic Fòrum Vergés), primera seu de la Universitat, actualment acull la BSM.

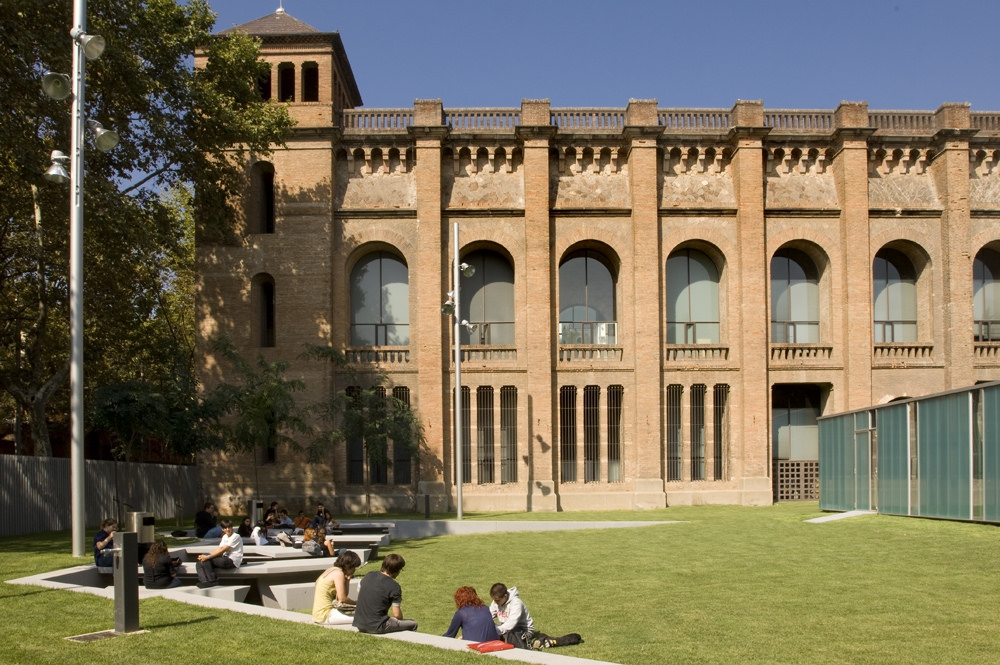
Campus de la Ciutadella, Universitat Pompeu Fabra - Barcelona

La UPF va ser una universitat pionera en adaptar totes les seves titulacions a l'EEES.
La qualitat del model docent de la Universitat s'acredita, entre d'altres, per l'elevada demanda dels estudis en primera opció (més de dos estudiants per plaça oferta, curs 2018-19); l'elevat grau d'inserció laboral dels seus graduats que, segons dades d'AQU Catalunya, arriba al 90%; la taxa de rendiment més elevada del sistema (90%, curs 2017-18); o la bona valoració que en fan els graduats (un 91% repetiria la mateixa universitat), també segons dades d'AQU Catalunya 2017.

## Recerca i Transferència
Per tal de potenciar la transferència de coneixement i dotar de major visibilitat internacional la recerca que es realitza en el si dels departaments, la Universitat ha creat el Parc de Recerca UPF en els àmbits de les ciències socials i humanes, la comunicació i les tecnologies de la informació. El Parc de Recerca UPF, que desplega la seva activitat als campus de la Ciutadella i de Poblenou, es coordina amb el Parc de Recerca Biomèdica de Barcelona, ubicat al campus del Mar, en els àmbits de les ciències de la salut i de la vida.
La Universitat articula aquesta recerca d'alt nivell a través dels vuit departaments ja mencionats. Paral·lelament, i de manera progressiva, la UPF també ha anat participant en un conjunt d'institucions i de centres especialitzats en docència, recerca i transferència que tenen personalitat jurídica pròpia i que configuren el Grup UPF. Aquest conjunt d'institucions permeten que la UPF tingui presència en àmbits de recerca altament especialitzats, sovint en col·laboració amb altres institucions i universitats, i que pugui oferir al seu personal docent investigador la possibilitat de dur a terme la seva tasca de recerca en condicions i instal·lacions excel·lents. Així, en l'àmbit de la recerca i la transferència destaquen l'Institut Municipal d'Investigació Mèdica (IMIM) – Hospital del Mar; l'Institut de Biologia Evolutiva (IBE) (CSIC-UPF); el Centre de Regulació Genòmica (CRG); el Centre de Recerca en Economia Internacional (CREI) o el Centre de Recerca en Economia de la Salut (CRES).

## Llista de rectors

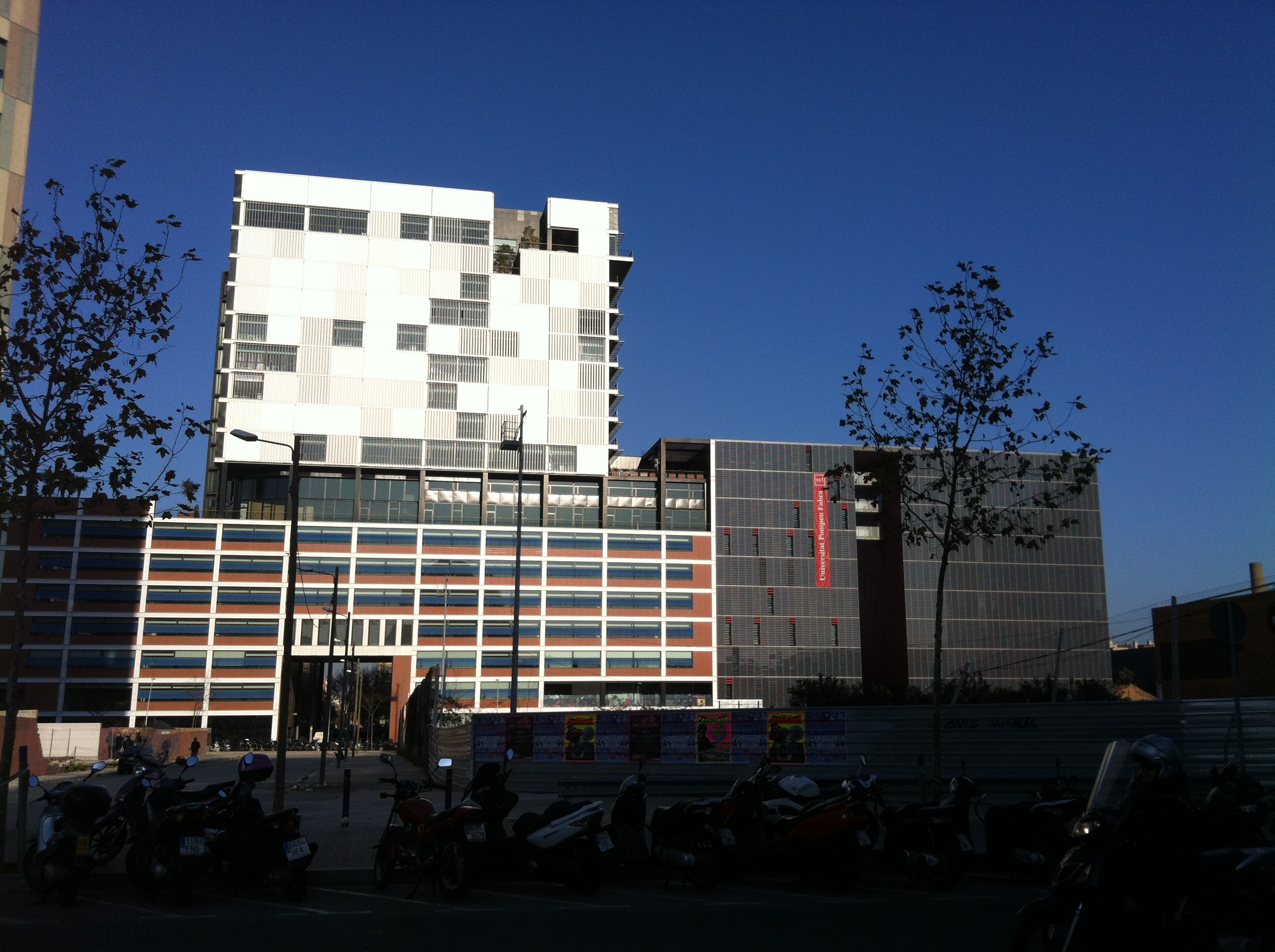
Universitat Pompeu Fabra, campus Poblenou

Categoria principal: Rectors de la Universitat Pompeu Fabra
| Ordre | Nom                        | Inici del mandat | Fi del mandat | Ref.  |
| ----- | -------------------------- | ---------------- | ------------- | ----- |
| 1     | Enric Argullol i Murgadas  | 1990             | 2001          | [ 6 ] |
| 2     | Maria Rosa Virós i Galtier | 2001             | 2005          | [ 6 ] |
| 3     | Josep Joan Moreso i Mateos | 2005             | 2013          | [ 6 ] |
| 4     | Jaume Casals i Pons        | 2013             | 2021          | [ 6 ] |
| 5     | Oriol Amat i Salas         | 2021             | 2023          | [ 6 ] |
| 6     | Eulàlia de Nadal Clanchet  | 2023             | Actualitat    | [ 6 ] |

## Campus

### Campus de la Ciutadella
El Campus de la Ciutadella és una instal·lació universitària situada al barri de la Vila Olímpica del Poblenou de Barcelona, al costat del Parc de la Ciutadella i el Zoo de Barcelona. En aquest campus s'hi imparteixen els estudis vinculats a dret, economia i empresa, humanitats i ciències polítiques i socials. Està format pels següents edificis:
- Edifici Jaume I
- Edifici Roger de Llúria
- Edifici Mercè Rodoreda
- Dipòsit de les Aigües
- Annex Llull
- Annex Ramon Turró
- Àgora Jordi Rubió i Balaguer

El campus ocupa principalment les dependències de tres edificis: l'Edifici Jaume I, l'Edifici Roger de Llúria i el Dipòsit de les Aigües. L'edifici Jaume I i Roger de Llúria van ser originàriament construïts i utilitzats com a caserna militar. El 1996 es van acabar les obres de rehabilitació de l'edifici de Jaume I i s'obria el 1998 al públic. Dos anys més tard s'inaugurava l'edifici de Roger de Llúria.
A l'edifici del Dipòsit de les Aigües es troba la Biblioteca General de la UPF, un edifici projectat el 1874 per Josep Fontserè i Mestre i que s'inaugurà el 1880 com edifici de dipòsit d'aigües, amb la funció de regular el cabal d'aigua de la cascada del Parc de la Ciutadella i regar-ne els jardins.

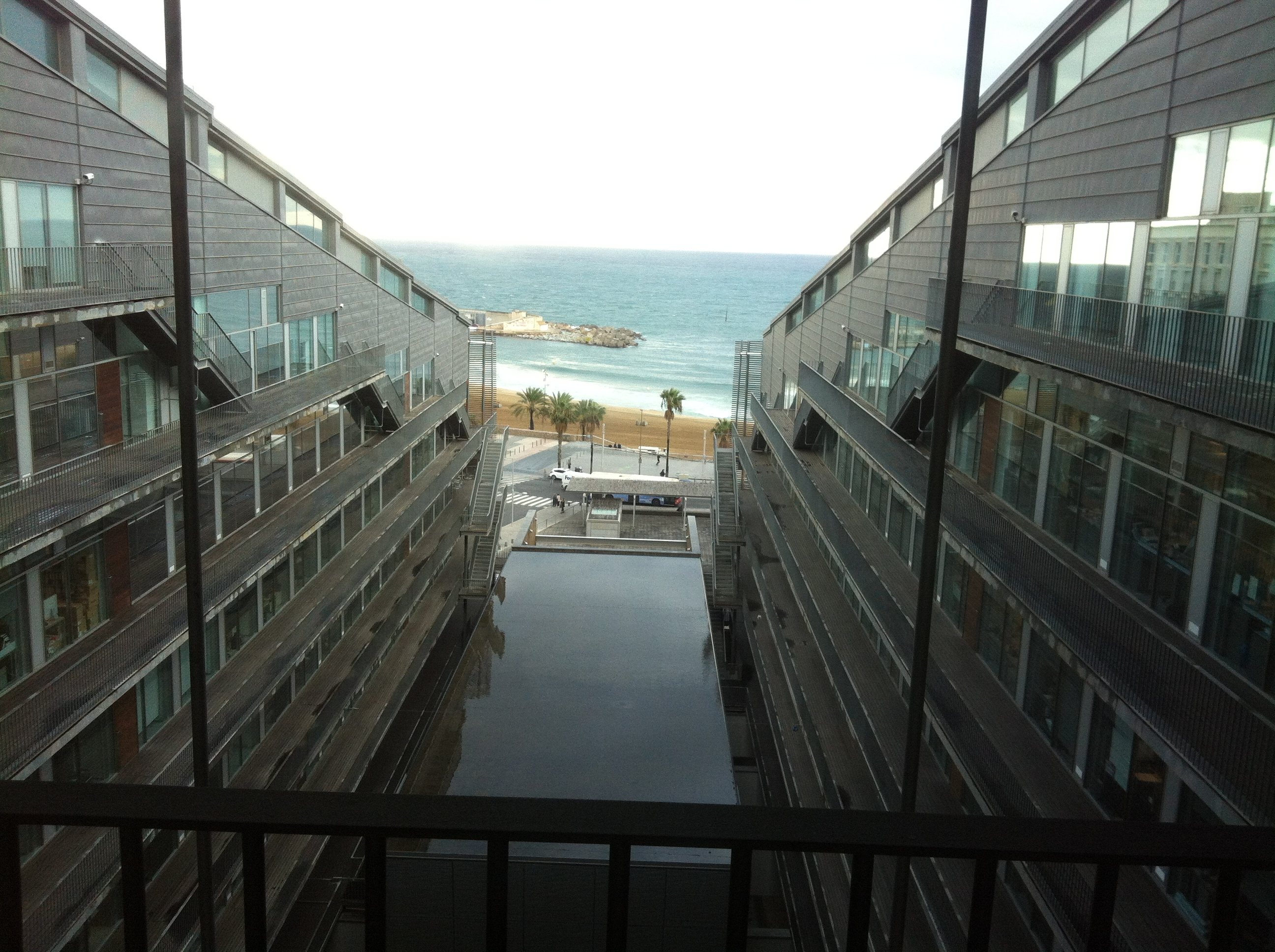
El PRBB és un dels grans nuclis de recerca biomèdica del sud d'Europa

### Campus del Mar
El Campus del Mar és una instal·lació interuniversitària de la Universitat Pompeu Fabra, la Universitat Autònoma de Barcelona i l'Institut Municipal d'Assistència Sanitària (IMAS). El campus està situat al barri de la Barceloneta, a Barcelona, al costat de l'Hospital del Mar i el Parc de Recerca Biomèdica de Barcelona. En aquest campus s'hi imparteixen els estudis vinculats a les ciències de la salut i de la vida.

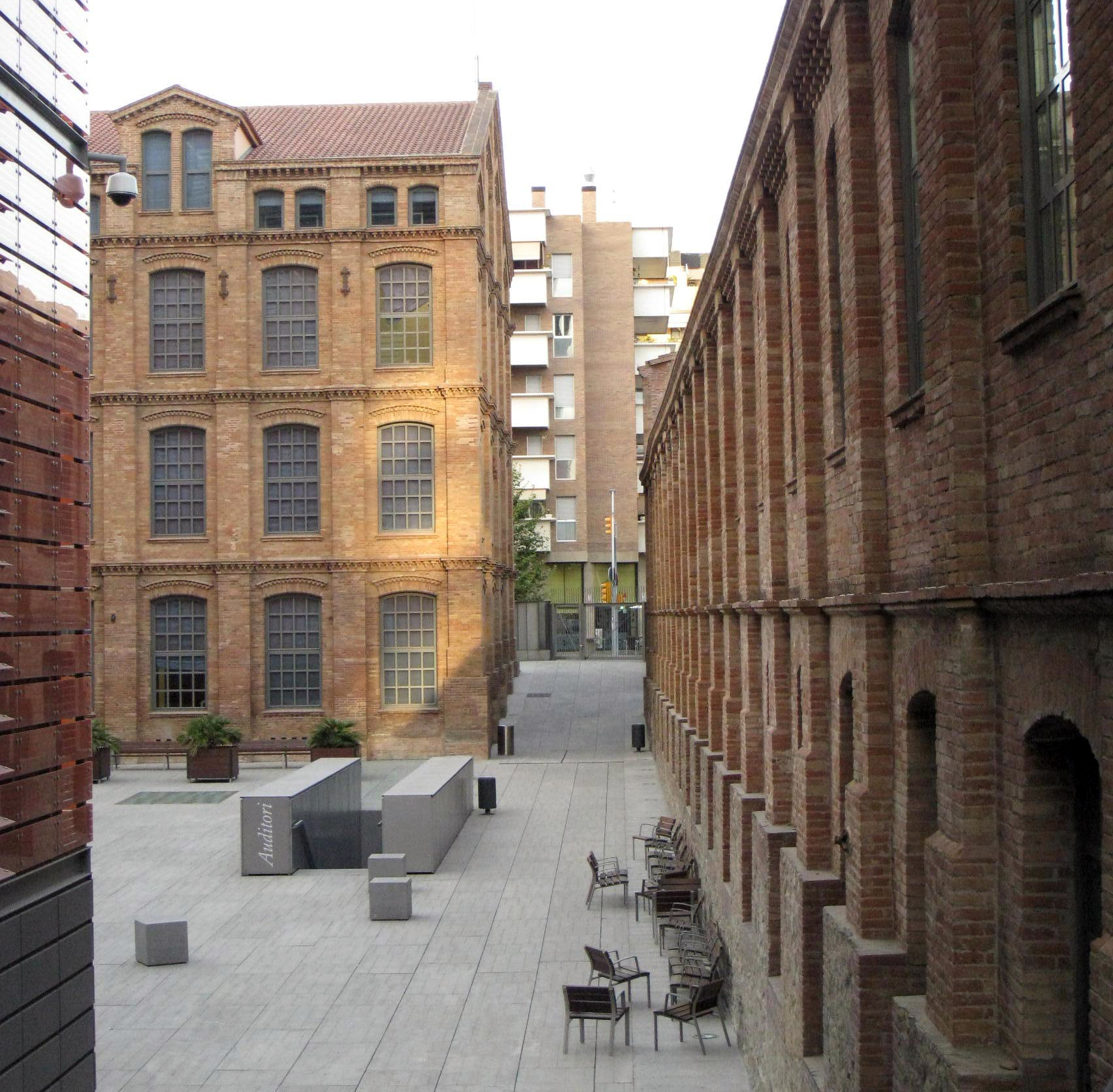
Inaugurat el febrer del 2009, el campus del Poblenou acull totes les disciplines de la UPF vinculades a la comunicació i les TIC

### Campus del Poblenou
El Campus de Poblenou és una instal·lació universitària de la Universitat Pompeu Fabra que es troba al barri del Parc i la Llacuna del Poblenou (districte de Sant Martí, Barcelona), concretament a l'antic espai fabril de Ca l'Aranyó, en l'anomenat districte tecnològic 22@. En aquest campus s'hi imparteixen els estudis vinculats a comunicació, traducció i ciències del llenguatge i enginyeries i TIC. Aquest campus és el segon de la UPF pel que fa a superfície i consta de sis edificis:
- Edifici 50 (Biblioteca/CRAI): També conegut com La Fàbrica, és un dels dos edificis remanents de l'antiga indústria. Data de finals del segle xix, consta de tres plantes i ha estat totalment renovat per dins, conservant l'estructura de ferro original.
- Edifici 51 (La Nau): En aquesta construcció, també hereva de l'antiga fàbrica, hi ha els estudis de Ràdio UPF i diverses dependències de la universitat.
- Edifici 52 (Aulari): Edifici de nova planta amb dues vessants, una de quatre plantes que mira a la plaça Gutenberg i una de nou que mira al carrer Roc Boronat.
- Edifici 53: S'hi troben les dependències d'una bona part dels professors del campus.
- Edifici 54 (Tallers): Edifici de nova planta d'aspecte singular, destaca per la reixa gris fosc que el cobreix gairebé del tot i per ser amb diferència el més tecnològic de tots. Hi acull platós, aules amb ordinadors i cabines de traducció simultània, entre d'altres.
- Edifici 55 (edifici Tànger): És l'únic dels sis que es troba en una illa diferent de la resta. S'anomena així perquè s'hi accedeix pel carrer Tànger.

L'auditori del campus es troba sota la plaça Gutenberg. S'hi accedeix per dues escales que hi sobresurten.

## Rànquings internacionals
Es presenta la posició de la UPF als principals rànquings internacionals: Times Higher Education (THE), Quacquarelli Symonds (QS), l'elaborat per la Universitat de Shanghai (ARWU), l'U-Multirank (promogut per la Comissió Europea) i el rànquing de recerca de la Universitat de Leiden. En el cas de THE i QS, a més del "General", també s'inclou el rànquing de les millors universitats amb menys de 50 anys.
La web de la UPF amplia aquesta informació amb la posició de la Universitat en els principals rànquings estatals i internacionals, d'abast general i per disciplines.
| RÀNQUING                                      | Espanya | Europa | Món     |
| --------------------------------------------- | ------- | ------ | ------- |
| THE 2022 "General"                            | 1       | 69     | 156     |
| THE 2022 "150 Under 50"                       | 1       | 7      | 16      |
| QS 2023 "General"                             | 5       | 97     | 233     |
| QS 2021 "50 Under 50"                         | 1       | 8      | 28      |
| ARWU 2021                                     | top 12  | n/c    | top 500 |
| U-Multirank 2022 (rànquing UE)                | 1       | 4      | n/c     |
| Leiden 2021 "% de publicacions en el Top 10%" | 1       | 29     | 78      |

## Alumnes destacats
Categoria principal: Alumnes de la Universitat Pompeu Fabra
- Òscar Andreu, periodista
- Pol Antràs, economista i professor d'Economia a Harvard
- Oriol Amat, economista
- Meritxell Batet, advocada i política
- Neus Ballús, directora de cinema
- Sebastià Bennasar, llicenciat en Humanitats; periodista, escriptor, traductor i crític literari
- Marc Bertomeu, politòleg
- Xavier Bernadí i Gil, doctor en Dret
- Uriel Bertran, economista i polític
- Ana Boadas, periodista
- Laia Bonet Rull, política i llicenciada en Dret
- Mireia Calafell, llicenciada en Humanitats
- Jorge Carrión, escriptor i crític literari
- Aina Clotet, actriu
- Núria Coll i Julià, periodista
- Toni Comín, polític i postgrau en Humanitats
- Carles Costa i Osés, periodista
- Júlia Cot, guionista
- Òscar Dalmau, periodista
- Pablo Derqui, llicenciat en Humanitats i actor
- Daniel Domenjó, periodista, presentador i productor
- Miki Esparbé, actor i llicenciat en Humanitats
- Gerard Esteva i Viladecans, llicenciat en Dret
- Lluís Galter, director de cinema
- Salvador Garcia-Ruiz, economista
- Uri Giné, músic
- Martí Gironell, periodista i novel·lista
- Josep Maria Jové i Lladó, llicenciat en ciències econòmiques i empresarials
- Maurici Lucena, política
- Xantal Llavina, periodista i presentadora
- Albert Llimós, periodista i escriptor
- Hèctor López Bofill, doctor en Dret
- Julio Manrique, llicenciat en Dret; actor, director i autor d'obres de teatre
- Carlos Marqués-Marcet, director, guionista i muntador
- Gerard Martí Figueras i Albà, llicenciat en Ciències Polítiques i Socials
- Rocío Martínez-Sampere i Rodrigo, política
- Aurora Massip, periodista
- Roger Montañola i Busquets, polític
- Carles Mundó, advocat i polític
- Neus Munté i Fernández, política i màster en Dret
- Oriol Nolis, periodista i llicenciat en Dret
- Laia Ortiz, política
- Marta Pascal, política
- Albert Piñeira i Brosel, polític
- Clara Roquet, directora de cinema
- Albert Royo i Mariné, política
- Gabriel Rufián, diplomat en relacions laborals i màster en Direcció de personal
- Agnès Russiñol i Amat, política i llicenciada en Periodisme
- Scheherezade Surià, traductora
- Sandra Sabatés, periodista
- Sergi Sabrià i Benito, polític
- Anna Sahun i Martí, llicenciada en Humanitats; actriu
- Janet Sanz Cid, política
- Màxim Serranos Soler, traductor i escriptor
- Bernat Soler, periodista
- Unai Velasco, llicenciat en Humanitats; poeta, crític cultural, editor i traductor
- Thomas Charvériat, artista i galerista

## Centres docents adscrits
- UPF Barcelona School of Management
- ESCI-UPF, School of International Business (Escola Superior de Comerç Internacional)
- Tecnocampus, a través de l'Escola Superior de Ciències de la Salut, l'Escola Superior de Ciències Socials i de l'Empresa, i l'Escola Superior Politècnica.
- Escola Superior d'Infermeria del Mar (ESIM)

## Instituts universitaris i centres de recerca
- Institut Barcelona d'Estudis Internacionals (IBEI) (institut de recerca interuniversitari)
- Institut Hospital del Mar d'Investigacions Mèdiques (IMIM) (institut universitari de recerca adscrit)
- Centre de Regulació Genòmica (CRG) (institut universitari de recerca adscrit)
- Barcelona Graduate School of Economics (Barcelona GSE) (institut universitari de recerca adscrit)
- Institut de Salut Global de Barcelona (ISGlobal) (institut universitari de recerca adscrit)
- Institut de Biologia Evolutiva (IBE) (institut mixt de recerca)
- Centre de Recerca en Economia Internacional (CREI) (centre de recerca participat)
- Institute of Political Economy and Governance (IPEG) (centre de recerca participat)
- BarcelonaBeta Brain Research Center (centre de recerca participat)
- Fundació Phonos (centre de recerca vinculat)
- Research and Expertise Centre for Survey Methodology (RECSM) (centre de recerca vinculat)
- Center for Cybersecurity Research of Catalonia (CYBERCAT) (centre de recerca interuniversitari)
- Barcelona Graduated School of Mathematics (BGSMaths) (centre de recerca interuniversitari)
- Barcelona Institute of Analytic Philosophy (BIAP) (centre de recerca interuniversitari)